# 한국건설기술연구원
한국건설기술연구원(韓國建設技術硏究院, Korea Institute of Civil Engineering and Building Technology, KICT)은 구조 · 도로 · 지반 · 수자원 · 건설환경 · 건축 · 화재설비연구, 건설품질 관리 및 인증, 디지털 건설정보 구축 및 보급 등의 활동을 통해 건설기술을 종합적으로 개발하는 공공연구기관으로 '과학기술분야 정부출연연구기관 등의 설립 · 운영 및 육성에 관한 법률'에 의거해 설립된 과학기술정보통신부 산하 기타공공기관이다. 소재지는 경기도 고양시 일산서구 고양대로 283(대화동)이다.

## 설립 근거
- 과학기술분야 정부출연연구기관 등의 설립 · 운영 및 육성에 관한 법률[1]

## 주요기능 및 역할
- 국가기반시설 성능 및 안전 고도화 기술 연구개발
- 국토 재해 대응 기술 연구개발
- 친환경 국토 조성 기술 연구개발
- 국토관리 정보화 기술 연구개발
- 고성능 건설자재 기술 연구개발
- 건설공사 및 건설기자재의 품질인증, 검사 및 시험
- 기술정책 수립의 지원, 기업 기술지원, 기술사업화

## 연혁
- 1983년 6월 11일 재단법인 한국건설기술연구원 개원
- 1988년 1월 8일 건설기술관리법에 의한 정부출연연구기관으로 승계
- 1999년 1월 15일 국립건설시험소와 통합
- 1999년 1월 29일 정부출연연구기관등의설립·운영및육성에관한법률에 의한 국무총리 산하 연구기관으로 승계
- 2004년 10월 23일 과학기술분야정부출연연구기관등의설립 · 운영및육성에관한법률에 의한 과학기술부 산하 연구기관으로 승계
- 2008년 3월 26일 지식경제부 산하 산업기술연구회 소관 연구기관으로 승계
- 2013년 3월 23일 미래창조과학부 산하 산업기술연구회 소관으로 이관
- 2014년 6월 30일 산업기술연구회와 기초기술연구회가 통합하여 국가과학기술연구회로 이관

## 조직

### 한국건설기술연구원장
- 감사
  - 감사부
- 기획조정본부
- 경영관리본부
- 복합재난대응연구단

#### 건설산업혁신센터
- 건설정책연구소
- 글로벌협력본부

#### 선임연구소장
- 미래융합연구소
- 도로연구소
- 구조융합연구소
- 지반연구소
- ICT융합연구소
- 수자원·하천연구소
  - 하천실험센터[2]
- 환경·플랜트연구소
- 건축도시연구소
- 화재안전연구소
  - 화재안전연구센터[3]

## 사건 · 사고 및 논란

### 김이태 연구원 4대강 사업 양심선언
2008년 5월 23일 한국건설기술연구원 첨단환경연구실 김이태(46) 연구원이 다음 아고라 게시판에 ‘4대강 정비 계획의 실체는 운하계획’이라는 글을 올렸다. 김이태 연구원은 이 글에서 “(한국건설기술연구원이 국토해양부로부터 연구용역 의뢰를 받은) 한반도 물길잇기 및 4대강 정비계획의 실체는 운하 계획”이라며 “요즘 국토해양부로부터 매일 (대운하) 반대 논리에 대한 정답을 내놓으라고 요구받고 있다”, “정정당당하다면 과천의 한국수자원공사 사무실에서 몰래 비밀 집단을 꾸밀 게 아니라 국토해양부에 정규 조직을 두어 열린 마음으로 (대운하를) 검토해야 되는 것 아니냐”라고 주장했다.
2008년 5월 24일 국토해양부 권진봉 건설수자원정책실장은 해명 브리핑을 통해 "인터넷 포털에 게재된 내용은 김이태 연구원의 개인적 주장"이라며 "반대 논리에 대한 정답을 내놓으라 강요한 적이 없다"고 해명했다. 또 "보안각서 징구는 보안업무규정상 국토해양부 발주 모든 연구용역에 대해 시행하는 절차이며 확정되지 않은 연구내용이 외부로 유출되는 것을 방지하기 위한 것"이라고 주장했다. 대운하 용역이 비밀리에 밀실에서 추진하고 있다는 주장에 대해서도 "근거가 없다"고 강조했다.
연구용역을 총괄 수행하고 있는 한국건설기술연구원 우효섭 부원장(원장 직무대행)은 "김이태 연구원이 개인적으로 업무에 대한 과중한 부담을 갖고 있었던 것 같다"고 말했다. 우효섭 부원장은 "현재 김이태 연구원은 수질 쪽 연구를 하고 있고, 운하가 수질에 도움이 되는지를 연구하는 것이 우리 목표"라며 "치수에 도움이 되는지, 어떤 조건에서 얼만큼 불리하고, 어떤 조건을 가미시키면 얼마나 좋아지는지 등을 시물레이션 통해 밝혀내는 것"이라고 설명했다. 또 정부가 대운하를 하면 수질이 좋아진다는 논리에 대한 근거를 제시하라고 했다는 김이태 연구원의 주장에 "그런 사실이 없다"고 반박했다. 그는 "어떤 결론을 내놓고 여기에 맞춰라 하는 것은 근본적으로 불가능하고 한달밖에 안돼 결과를 도출한 뒤 할 수는 없다"고 강조했다. 이어 “(김이태 박사의 행위는) 연구 결과를 밝힌 것도 아니고, 고의성도 없어 규정 위반에 해당하지 않는다”며 “김이태 연구원에 대한 징계를 고려하지 않고 있다”고 밝혔다.
한국건설기술원 연구용역 팀장을 맡고 있는 윤석영 실장은 "수질 연구는 5대강 연구 중 가장 어려운 연구"라며 "충분한 지식과 과학적 자료가 없어 어느 한 사람이 전체를 봐서 이야기하기는 매우 어렵다. 워낙 규모와 항목, 변화도 심해 단순히 한번에 결정하는 것은 쉽지 않다"고 말했다.
같은 날 이화여자대학교 박석순 교수는 MBC 라디오 <손석희의 시선집중>에 출연해 김이태 연구원의 양심선언에 대해 "그분의 상식이 좀 특이한 게 뭐냐 하면 지금까지 본인이 그걸 연구를 했는데 반론을 못할 것 같으면 그동안 연구한 사람들을 불러 물어보기도 하고 해야 하는데 나는 한 번도 거기에 가서 그분들 모아놓고 강의를 한다든지 이런 게 없었다"고 말했다. 이어 "지난 10년 동안 여러 명의 교수들이 이러한 논리를 만들었는데 그분들과 얘기를 해본 적도 없는데 지금까지 10년 동안 아무 실체도 없다, 이런 이야기를 하는 것은 이해가 되지 않는다"며 "반론을 자기가 못 만들어 가지고 하는 것들, 그 반론을 못 만들면 자기들 능력의 한계지 그걸 이 계획에 대한 문제라고 얘기한 것은 잘못됐다"고 김이태 연구원을 비난했다. 진행자인 손석희 교수가 "(김이태 연구원이) 그 연구결과물을 놓고 나름대로 분석을 한 결과라고 이야기한 것 아니겠냐"고 질문했을 때도 박석순 교수는 거듭 "어떤 연구 결과물에 대해서도 요청을 한 적이라든가 이런 게 전혀 없다"며 자신의 주장을 되풀이했다.
이에 대해 박석순 교수와 함께 토론에 참석한 '한반도대운하 건설을 반대하는 서울대교수모임'의 공동대표 김정욱 서울대학교 교수는 "거기 한반도대운하 연구회라든지 추진 측에서 나온 그런 자료나 그런 것들은 다 많이 알려졌으니깐 국책연구원에서 조사한 연구원들도 그 자료들은 충분히 가지고 있을 것"이라며 즉각 반박했다. 또 "많은 공무원들과 또 국책연구원의 연구원들이 굉장히 고통을 받고 있는데 이렇게 불이익을 감수하고 이야기하는 것은 쉽지 않다"며 김 연구원을 격려했다.
2008년 5월 26일 이화여자대학교 박석순 환경공학과 교수가 CBS '김현정의 뉴스쇼'에 출연하여 “김이태 연구원은 하천 수질을 제대로 하는 전공자가 아니다” “그런 사람이 왜 수질 연구를 했고 환경 연구를 했는지 이유를 알아야겠다” “이름도 없는 연구원 하나가 양심고백이라고 하는데 분명히 진실을 밝혀야 한다”고 비난했다.
2008년 5월 29일 김이태 연구원이 ‘박석순 교수님에게 김이태씨가’라는 제목의 글을 통해 “박석순 교수께서 저한테 하신 말씀을 인터넷 뉴스를 통해 확인했다”며 “대꾸할 가치도 없어 무시해 버렸지만 한마디 하고 가야겠다”며 포문을 열었다. ‘이름도 없는 무능하고 한심한 연구원’이라고 말한 박석순 교수의 발언에 대해서는 “박석순 교수님이 저를 알아야만 유능한 사람인가, 수자원환경분야 및 하수고도처리부분에서는 나름대로 인정받고 있다”고 반박했다. 또 ‘맞춤법도 틀리는 주제에’에 대해서는 “글을 쓰다 보면 맞춤법도 틀릴 수 있고 오타도 날 수 있다”며 “맞춤법이 좀 틀리면 자기 주장도 못하나, 박석순 교수께서 쓴 원고에서 틀린 맞춤법을 찾아서 보여드여야 하나”라고 말했다. 박석순 교수가 지적한 전공문제에 대해선 “정부 용역 연구자 중 환경분야는 하수·상수·생태·수질모델링으로 나뉘고 그중 나는 하수고도처리 부분을 맡고 있다, 다른 부분에 대해선 겸허히 의견을 수렴한다”며 “박석순 교수께서는 하천 수질모델링을 전공했는데도 환경분야 뿐 아니라 물류 · 홍수 · 경제성 등 모든 분야를 담당하시지 않는가”라고 되받았다. 김 연구원은 마지막으로 박석순 교수가 주장한 ‘(운하로) 물이 더 깨끗해진다는 Qualko 모델’과 관련, “입력조건과 경계자료 등 모든 자료를 공개해 수질 모델링을 전공하는 분들이 한 번 검증하게 해 달라”고 따져 물었다.
2008년 5월 30일 이화여자대학교 박석순 교수가 중앙일보 인터넷판 조인스 측에 ‘김이태 박사님 정직하게 살아가길 바랍니다’라는 제목의 이메일을 보냈다. 박석순 교수는 이메일에서 “김이태 연구원은 거짓말을 하고 있다”며 “다시 한번 양심 선언을 하라”고 반박했다. 박석순 교수는 “김이태 박사님은 하수처리 전문가이지 어떻게 하천 수질 예측 전문가인가”라며 “김이태 박사의 학위를 지도한 한양대학교 지도교수를 잘 알기 때문에 (김이태 박사의) 전공분야를 잘 안다”고 말했다. “학자는 자신의 전공을 속여서는 안 된다, 적어도 전공자라면 국제 SCI급에 논문을 내야 한다”고 주장했다. 그는 또 “WASP는 주운보 연결구간을 포함할 수 없어 적용될 수 없다, 내가 적용한 것은 국제학회에 검증된 QUAL2K라는 모델이다, 유속이 늦더라도 모델 내에 확산을 포함하고 있기 때문에 적용될 수 있는 것”이라며 “이것만 봐도 김이태 박사님은 수질예측 전문가가 아니라는 것을 스스로 입증한 것”이라고 힐난했다. 박석순 교수는 운하에 대한 참고자료도 제시했다. 유럽이나 미국은 도로운송으로 인한 환경문제를 막기 위해 화물수송 대신 수로운송으로 전환하고 있다는 내용이다. 화물트럭을 1500톤 바지선으로 전환할 경우 연간 8.3배 연료 절감, 연간 7.1배 배기가스 감소, 연간 60배 자동차 사고확률 저감, 2745개의 폐타이어 발생 배제, 매일 1333대의 트럭운행에 의한 추가교통 혼잡 배제가 가능하다는 것이다. (미국 미네소타주 교통국이 발표한 내용.1992) 박석순 교수는 “하수처리 전문가에게 운하의 수질예측과 생태계 연구를 하라고 하니 도저히 할 수가 없었다고 솔직히 말하라, 그것이 제대로 된 양심선언이다”라며 “일대일 공개토론을 제안한다”고 덧붙였다.
2008년 12월 14일 한국건설기술연구원 관계자는 “지난 11월 28일부터 12월 12일까지 김이태 연구원 1명에 대해서만 내부 특별감사가 있었다”며 “이르면 이번주 김이태 연구원에 대한 내부 징계위원회가 열릴 것”이라고 밝혔다. 이 관계자는 “2008년 5월 양심선언 파문 때는 ‘징계 계획이 없다’고 하다가 조용해지자 다시 약속을 어기고 징계 절차를 밟는 걸 보면 외부의 압력이 아니면 이해할 수 없는 상황”이라면서 “한국건설기술연구원 내부에서는 권력기관의 압력이 있어서 파면 등 중징계가 불가피한 것으로 보고 있다”고 덧붙였다.
이와 관련하여 조용주 한국건설기술연구원장은 “특별감사는 감사가 하는 것이고 나는 내용을 잘 모른다”며 “징계 여부는 징계위원회를 열어봐야 안다”고 말했다. 반면 박근철 한국건설기술연구원 노동조합 위원장은 “감사는 비상임이며, 우리 노동조합 집행부조차도 감사 이름을 잘 모른다”며 “모든 감사와 징계는 한국건설기술연구원장의 지시에 의해 이뤄져 왔다”고 반박했다. 사실 확인을 위해 한겨레가 한국건설기술연구원의 조순제 감사, 김석진 감사실장과는 전화 통화를 시도하였으나 이뤄지지 못했다.
2008년 12월 22일 '한반도대운하를 반대하는 전국교수모임(상임공동대표: 이정전 서울대학교 교수, 나간채 전남대학교 교수, 양우진 경남대학교 교수)'이 성명을 내고 "이명박 정부는 김이태 박사에 대한 보복성 징계를 중단하라"고 촉구했다. 성명에서 교수들은 "신분상의 불이익을 무릅쓰고 의로움을 위해 양심선언을 한 김이태 박사를 칭찬하지 못할 망정 7개월이 지난 시점에 뒤늦게 징계를 거론하는 것은 한반도대운하 재추진을 위한 걸림돌을 제거하려는 졸렬한 보복 행위이며, 학문의 자유와 양심의 자유를 박탈하는 중대한 범죄"라고 강하게 이명박 정부를 비판했다.
2008년 12월 23일 밤 한국건설기술연구원이 징계위원회를 열어 개인적인 주장으로 연구원의 위상을 훼손시켰다는 이유로 김이태 박사에 대해 ‘정직 3개월’이라는 중징계를 결정했다. 정직을 당하면 해당기간동안 회사 업무를 할 수 없고, 급여가 나오지 않는다.
2008년 12월 24일 민주당 김유정 대변인은 현안브리핑에서 "당초 김이태 연구원에 대한 징계는 없다고 약속했던 한국건설기술연구원은 그 약속을 깡그리 뒤집고 뒤늦은 보복성 징계절차를 진행했다"며 "학자의 양심이 정권의 폭압에 짓밟힌 사건"이라고 규정했다. 이어 "김이태 연구원을 희생양 삼아 제2, 제3의 양심선언을 막기 위한 정권의 협박성 징계라면 더 큰일"이라며 "국민이 반대하면 운하를 하지 않겠다던 발언이, 대운하 포기선언이라고 이명박 대통령이 직접, 분명하게 밝혀야 한다"고 대통령실을 압박했다.
자유선진당 박선영 대변인도 구두논평에서 "한국건설기술연구원 징계위원회에서 김석진 감사실장이 '한국건설기술연구원의 비밀을 누설하여 징계가 불가피하다'는 의견을 제시했다"며 "이는 김이태 연구원이 밝힌 내용이 허위사실이 아니라 한국건설기술연구원의 비밀이라고 스스로 인정한 것"이라고 꼬집었다.
같은 날 공공연구노동조합 한국건설기술연구원지부의 박근철 지부장은 CBS 라디오방송 ‘김현정의 뉴스쇼’에 출연해 “(김이태 연구원) 본인이 징계에 동의하는 건 아니다. 어제 인사위원회 와서도 본인은 후회하지 않고, 양심선언에 대해서 틀렸다고 생각하지 않고 있다”고 말했다. 한국건설기술연구원이 내린 징계 사유에 대해서는 “품위 유지 의무와 비밀 엄수 의무를 위반했다는 입장”이라며 구체적으로 “인터넷 매체에 글을 올린 것이 품위 유지 의무를 어겼다, 그 다음에 인사관리규정에 있는 비밀 엄수 의무를 어겼다는 얘기를 하고 있다”고 설명했다.
2009년 6월 8일 정부가 국토해양부, 환경부, 농림수산식품부, 문화체육관광부 등 관계부처 합동으로 4대강 마스터플랜을 확정 발표하였다. 4대강 살리기 사업의 예산규모는 준설 및 보 설치, 제방보강, 하천환경정비, 저수지 증고, 수질개선 등 7개 분야에 16조9500억원으로, 한강과 낙동강·금강·영산강 등에 예산이 집중됐다. 4대강별로는 한강이 1조9600억원, 낙동강 9조5500억원, 금강 2조3300억원, 영산강(섬진강 포함) 2조6100억원이다. 또한 보 설치에 따른 수질개선대책비로 4대강 전체에 5000억원이 반영됐다.
2010년 7월 30일 한국건설기술연구원이 인사위원회를 열어 공공연구노동조합 한국건설기술연구원지부(박근철 지부장)는 징계를 반대한다며 인사위원회를 막아 노사간 마찰로 번진 사건을 들며 노동조합 박근철 지부장을 파면하기로 했다. 그외에도 천안함 추모 기간에 노조창립기념식을 개최했다는 것, 노동조합이 2009년 9월까지 사측으로부터 받은 복리후생비 영수증을 내지 않았다는 것 등을 징계 사유로 들었다.
2010년 9월 9일 김이태 연구원이 트위터(@cocoon5)에 “찍히면 아무리 아이디어가 좋아도 정부 연구 개발 사업이나 공공 연구 개발 사업을 못 따와요. 아니 시도조차 못해요. 그래서 상당수, 아니 대부분의 학자가 정부 정책의 부당성에 침묵하지요.”라는 글을 남겼다. 이와 관련하여 한국건설기술연구원 노동조합이 2005~2010년 김이태 연구원의 연구과제 수행현황을 정리한 자료를 살펴보면 김이태 연구원의 연구과제 참여는 양심선언을 했던 2008년을 기점으로 확연히 줄었다. 과제 수만 줄어든 게 아니라 그 이후 정부 연구 사업은 전혀 수주하지 못했다. 팀장 수행 연구과제 외에도 팀원으로 참여하는 연구과제 역시 2009~2010년 사이 단 한 건도 참여한 바 없었다. 연구과제에서 배제되다보니 김이태 연구원은 인사평가에서 2년 연속 최하위 등급(E 등급) 평가를 받았다. 한국건설기술연구원 인사관리규정에 따라 E 등급을 3회 이상 받으면 재계약이 거부될 수도 있다.
2010년 10월 14일 국회 지식경제위원회 강창일 의원(민주당 제주시 갑)은 한국건설기술연구원에 대한 국정감사에서 한국건설기술연구원(원장 조용주)이 4대강사업관련 양심선언한 김이태 연구원은 내부적으로 왕따시키며 사퇴를 강요한 반면 비리로 노조에서 영구제명된 전 노동조합 위원장을 감사팀장으로 임명해 노조를 감사하게 한 것으로 드러났다며 부당한 인사 조치를 시정할 것을 요구했다. 더욱이 2009년 국회 국정감사에서 조용주 원장은 김이태 연구원과 관련, 앞으로 인사보복여부를 묻는 질문에 “전혀 없다”고 답변한 바 있음에도 내부적으로 김이태 연구원을 이같이 압박해 왔다. 강창일 의원은 “이번 일이 사실로 밝혀질 경우, 조용주 원장은 물론, 관련자에게 책임을 물어야 할 것이다”라고 말했다. 이에 대해 조용주 원장은 “모르는 일이다”라고 답변하자 강 의원 조사해서 보고할 것을 다시 요구했으며 조 원장은 “그렇게 하겠다”고 답변했다.
2010년 10월 15일 참여연대는 성명을 통해 한국건설기술연구원이 김이태 연구원에 대한 보복행위를 중단할 것을 주장했다. 참여연대는 성명서에서 "한국건설기술연구원이 김이태 연구원에게 외부접촉상황을 수시로 보고하도록 하고, 사직을 강요했으며, 양심선언에 대한 해명서를 작성해 인터넷에 올릴 것을 종용했다고 한다. 김이태 연구원에 대한 보복행위는 전형적인 공익제보자에 대한 탄압이자 헌법상 기본권인 양심의 자유를 침해한 것으로 즉각 중단되어야 한다."라고 밝혔다.
2011년 10월 28일 한반도 대운하, 4대강 사업에 적극 찬동했던 박석순 이화여대 교수가 국립환경과학원장으로 임명됐다. 국립환경과학원장 임명에 대해 환경부는 "대학 및 환경 관련 학회에서의 연구·활동 경력과 주요 정부기관에서의 자문위원 활동 등을 고려해 인사를 했다"고 밝혔다.
이에 대해 환경운동연합은 즉각 논평을 내고 “정치적 환경전문가인 박석순 교수의 국립환경과학원장 임명은 안 된다”면서 강하게 반발했다. 박석순 교수는 지난 9월 MB씨 4대강 비리수첩제작단이 선정한 4대강 A급 찬동인사로 선정될 만큼 대운하와 4대강 사업에 적극 찬동했던 인사다. 4대강 사업 찬동인사 조사를 담당한 MB씨 4대강 비리수첩 안철 시민PD도 “박석순 교수의 대운하와 4대강 사업 발언은 낯 뜨거움의 극치”라면서 “환경전문가라기 보다 정치적 전문가라고 불러야 한다”고 꼬집었다. 박석순 교수는 2008년 1월 방송 토론에서 “(한반도 대운하 사업으로) 선박을 운행하는 배의 스크류가 돌면서 산소가 공급돼 물을 깨끗하게 한다”는 주장을 펼쳐 ‘스크류 박’이라는 별명을 얻었다.
2013년 7월 10일 이명박 정부 최대 국책사업인 '4대강 살리기 사업'의 마스터플랜이 '한반도 대운하'였음이 감사원의 감사결과 드러나 파문이 일었다. 감사원에 따르면 이명박 당시 대통령이 전국적인 촛불 저항으로 2008년 6월 대운하 중단 선언을 한 이후 국토해양부는 '균형위'를 통해 협착부를 준설하고 소형 보는 4개만 건설하는 수준의 4대강 종합정비방안을 2008년 12월 마련했다. 그러나 그 직후인 2009년 2월 대통령실은 국토해양부에 "사회적 여건 변화에 따라 운하가 재추진될 수도 있으니 이에 대한 대비가 필요하다"고 극비리에 지시했고, 국토해양부는 이에 따라 낙동강의 경우 최소수심을 6.0m로 해 당초 계획보다 준설 규모를 3배 가까이 늘리고 16개의 대형보를 설치하는 쪽으로 규모를 확대한 마스터플랜을 확정했다.
감사원은 이를 근거로 국토해양부가 2008년 6월 대운하 중단 이후 이를 4대강 사업으로 변경하고도 추후 운하추진에 지장이 없도록 4대강 마스터플랜을 수립했다고 지적했다. 4대강 사업의 마스터플랜이 사실상 한반도 대운하 사업 재개를 위한 것임을 지적한 셈이다.
2013년 7월 12일 전국공공연구노동조합이 성명서를 통해 “김이태 박사에 대한 징계를 취소하고 그를 비난한 학자들은 당장 사과하라”고 촉구했다. 이들은 “감사원 감사 결과 결국 4대강 사업은 대운하 사업이었고 이 사실을 세상에 알린 김 박사가 연구자로서 용기 있는 선언을 했다는 것이 더욱 분명해졌다”고 주장했다. 이어 “김이태 박사에 대한 명예회복은 반드시 이뤄져야 한다”며 “과학기술정보통신부와 한국건설기술연구원은 그가 양심선언을 했다는 이유로 받았던 중징계를 취소하라”고 요구했다.
2013년 10월 11일 민주당 윤후덕 의원은 국토교통부가 제출한 '4대강 종합정비관련 균형위 상정안전 VIP 사전보고 결과 보고' 문건을 통해 이명박 전 대통령과 박재완 전 대통령실 국정기획수석비서관이 주도해 4대강 살리기 사업을 대운하 전초사업으로 변경했다고 주장했다.
윤후덕 의원에 따르면 문건에는 2008년 12월 2일 청와대에서 열린 ‘4대강 종합정비관련 균형위 상정안건 대통령 사전보고 회의의 'VIP(대통령) 주재회의 시 말씀사항'이 명시돼 있다. "균형위원회 제출 보고서는 다음의 사항을 반영해 재작성·제출 … 가장 깊은 곳의 수심이 5∼6m가 되도록 굴착할 것"”이라는 내용이다. 이어 '조치계획'으로 "말씀사항을 반영해 보고서를 조속히 재작성해 보고 드리겠음. 다만 수심 5∼6m 확보방안은 현재로서는 포함이 불합리하므로 마스터플랜 수립 시 검토하는 방안을 국정기획수석과 협의하겠음"”이라고 적시했다.
윤후덕 의원은 "이 문건은 4대강 사업 대국민 사기극 시나리오요, 기획안인 셈이다"며 "이명박 전 대통령의 청와대와 정종환 국토해양부 장관이 공모하고 당시 박재완 국정기획수석이 주도적이고 총괄적인 역할을 했음을 증명하고 있다"고 지적했다.
2013년 10월 21일 민주당 최민희 의원은 정부출연연구기관에 대한 국정감사에서 4대강이 대운하 사업이라는 김이태 박사의 주장은 거짓이 아닌 것으로 드러났다며 4대강 사업은 대운하 사업이라는 글을 인터넷에 올려 징계를 받은 한국건설기술연구원 김이태 박사의 명예를 회복시켜야 한다고 주장했다. 무소속 강동원 의원도 4대강 사업을 찬성한 우효섭 건설기술연구원장은 환경단체로부터 비판을 받았지만 오히려 국민훈장을 받았다며 김이태 박사의 명예회복을 주장했다.
2014년 7월 11일 박석순 이화여자대학교 환경공학과 교수가 YTN라디오 “신율의 출발 새아침과”의 인터뷰에서 뻘층 형성과 악취 발생 문제에 대해 "뻘이 생겼다는 게 뭐냐면, 물위의 유기물들, 물위에 있는 더러운 것들이 바닥에 가라앉는 겁니다. 뻘이 어디서 나왔습니까? 물에서 내려온 거 아닙니까? 그래서 수질도 상당히 좋아졌습니다. 수질 개선된 것은 통계적으로 나와 있고 제가 많은 분들에게 보라고 통계 처리한 것을 유투브에 올렸습니다. 그리고 수질 개선을 하기 위해서 정수, 먹는 물 만들고 폐수처리할 때 가장 먼저 하는 게 뭐냐면 물에 있는 것을 가라앉히는 겁니다. 우리 충주호라든지 소양호 호수물이 깨끗한 이유가 뭐냐면 황토물이 들어오더라도 거기에 고여 있으면서 위에 있던 것들이 다 가라앉는 거죠. 그래서 뻘이 생겼다는 게 뭐냐면 수질은 좋아졌다는 얘깁니다. 그리고 뻘이 거기에서 계속 유기물 같은 게 미생물에 의해 분해되고 있다가 비가 크게 오면 씻겨 내려가는 거죠. 그게 반복되는 겁니다."라고 해명하였다. 또한 외래생물인 큰빗이끼벌레가 발견되었다는 보도에 대해서도 "한국수자원공사가 이건 4대강 사업 이전부터, 오래전부터 있었다. 1990년대부터 있었다는 말입니다. 그리고 4대강 사업 바로 이전에 조사를 하니까 낙동강에서도 한 300개체가 나왔다는 거죠. 그리고 환경부에서도 이것이 수질이 나쁜데서 사는 것이 아니다. 좋은데도 살고 나쁜데도 살고. 또 수질이, 환경단체의 얘길 들으면, 아주 나쁜 데는 살 수가 없습니다. 왜냐하면 이게 산소를 호흡하는 동물입니다. 산소가 있어야죠. 그런데 수질이 나쁜 데는 산소가 없습니다. 못사는데 수질 때문에 그렇다, 이건 잘못된 이야기죠. 옛날부터 있었던 거고. 그리고 이게 4대강에만 있는 게 아니고 여기서 나온다고 하니까 곳곳에서 충청북도 옥천군에서도 나왔다, 강원도 춘천시 공지천에서도 나왔다, 전국 곳곳 하천에서 다 나오는데 마치 4대강 때문에 나왔다 이건 잘못 된 생각이죠."라고 말했다. 녹조와 관련된 지적에 대해서는 "녹조의 핵심적인 게 뭐냐면 인하고 영양물질과 온도거든요? 그런데 4대강 사업 끝나고 나서 2012년과 2013년 올해까지 연속 3년 연속으로 심한 가뭄이 왔습니다. 가뭄이 왔으니까 녹조가 생기는데 이게 마치 4대강 사업 때문에 생겼다고 하는데, 4대강 사업은 인을 많이 줄였어요. 그리고 물그릇이 커진 겁니다. 태양빛이 내려 쬐더라도 쉽게 온도가 올라가지 않습니다. 그래서 4대강 사업은 녹조를 줄이는 건데 마치 이건 4대강 사업 때문에 녹조가 나왔다고 얘기하는데 전혀 잘못된 생각입니다. 그리고 4대강 사업이 뭐냐면 한강 본류에 보가 2개 있잖아요. 신곡수중보 하고 잠실보 있죠. 하나는 86년에 잠실보가 만들어졌고 신곡은 88년도에 만들어졌어요. 그때부터 물이 차있었어요. 그때부터 물이 차 있었는데 왜 지금까지 여기서는 녹조가 안 나오느냐. 온도의 이야기고 가뭄이야기죠."라고 주장했다.
2014년 10월 13일 민주노동조합총연맹 공공운수노동조합 전국공공연구노동조합이 과학기술정보통신부와 산하 과학기술계 출연연구기관, 직할기관에 대한 국정감사에서 반드시 다뤄야 할 15대 의제를 선정, 발표하면서 한국건설기술연구원 김이태 박사 명예회복을 포함시켰다.
2014년 10월 16일 새정치민주연합 최민희 의원이 ‘4대강 사업이 대운하’라고 주장한 한국건설기술연구원 소속 김이태 박사에 대한 징계철회와 명예회복 등을 주장하며 한국건설기술연구원 측과 실랑이를 벌였다. 최민희 의원은 “우리는 김이태 박사 같은 사람을 ‘공익제보자’라고 생각한다”고 하자, 이태식 한국건설기술연구원장은 “저는 판단이 어렵다. 우리 규정으로는 공익제보자가 아니다”라고 맞섰다. 이에 최민희 의원은 “이러한 답변은 국민의 일반인식에 얼마나 어긋나는지 모르겠다”며 “4대강 사업이 대운하 사업의 꼼수라는 걸 밝힌 게 공익이 아니면 공익제보자는 뭐냐”고 목소리를 높였다. 반면 국회 미래창조과학방송통신위원회 소속 새누리당 의원들은 이 자리에서 4대강 문제에 대해 전혀 언급하지 않았다.
2014년 11월 3일 국회 미래창조과학방송통신위원회 소속 새정치민주연합 문병호 의원(인천 부평갑)이 “4대강사업은 22조원의 혈세를 낭비하고 국토와 국민에게 씻을 수 없는 상처를 남긴 희대의 사기극이었다는 사실이 모두 밝혀졌다”며, “4대강사업의 정당성을 기술적으로 뒷받침했던 한국건설기술연구원이 사업을 반대한 김이태 박사와 노동조합 간부를 징계하고 탄압한 건 어불성설”이라고 지적했다. 이어 “그동안 4대강사업에 반대한 김이태 박사와 한국건설기술연구원노동조합의 투쟁이 정당했다는 사실이 명백히 확인됐다”며, “한국건설기술연구원은 지금이라도 4대강사업에 곡학아세했던 과거를 사과하고, 조속히 김이태 박사와 한국건설기술연구원노동조합에 대한 명예회복 조치를 취해야 한다”고 촉구했다.
2014년 11월 4일 경제정의실천시민연합은 서울특별시 중구 은행연합회관에서 '창립 25주년 기념식 및 후원의 밤'을 열고 한국건설기술연구원 김이태 연구원에게 '경제정의실천시민상'을 수여했다. 경제정의실천시민연합은 "국책연구원의 존재 이유는 잘못된 정책에 대해 올바른 방향을 제시하는 것"이라며 "학자적 양심에 따른 진실의 고백을 처벌해서는 안 된다"며 김이태 연구원 수상 이유에 대해 밝혔다.

## 같이 보기
- 국토교통부
- 대한건설협회
- 대한전문건설협회
- 해외건설협회
- 한국건설기술인협회
- 건설워커